# 裴鉶
裴鉶（?—?），生平不詳，唐代文學家、政治人物。唐僖宗乾符五年（878年），官至成都節度副使。
早年為靜海軍節度使高駢的從事。高駢好神仙方術之說，行為怪誕。裴鉶為其著〈聶隱娘〉、〈崑崙奴〉等小說，收入《傳奇》（又稱《裴鉶傳奇》）一書，宋人稱唐人小說為「傳奇」，始於此書。著《安定集》、《詠史詩》。（1980年代周楞伽辑注）